# Чемпионат мира по бобслею и скелетону 1997
49-й чемпионат мира по бобслею и скелетону прошёл с 8 по 20 февраля 1997 года в городах Санкт-Мориц (Швейцария, бобслей) и Лейк-Плэсид (США, скелетон).

## Бобслей

### Соревнование двоек
| Место | Спортсмены                     | Страна    |
| ----- | ------------------------------ | --------- |
|       | Рето Гётши, Гуидо Аклин        | Швейцария |
|       | Гюнтер Хубер, Антонио Тарталья | Италия    |
|       | Брайан Шаймер, Роберт Олесен   | США       |

### Соревнование четвёрок
| Место | Спортсмены                                                | Страна   |
| ----- | --------------------------------------------------------- | -------- |
|       | Вольфганг Хоппе, Рене Ханнеман, Свен Рюхр, Карстен Эмбах  | Германия |
|       | Дирк Вайс, Кристоф Бартш, Торстен Фосс, Микаэль Лиекмейер | Германия |
|       | Брайан Шаймер, Роберт Олесен, Чип Минтон, Рэнди Джонс     | США      |

## Скелетон

### Соревнования у мужчин
| Место | Спортсмен       | Страна | Итоговый результат |
| ----- | --------------- | ------ | ------------------ |
|       | Райан Дэвенпорт | Канада | 2:53.45            |
|       | Джимми Ши       | США    | 2:53.53            |
|       | Крис Соул       | США    | 2:54.30            |

## Медальный зачёт
| Место | Страна    | Золото | Серебро | Бронза | Всего |
| ----- | --------- | ------ | ------- | ------ | ----- |
| 1     | Германия  | 1      | 1       | 0      | 2     |
| 2     | Канада    | 1      | 0       | 0      | 1     |
| 3     | Швейцария | 1      | 0       | 0      | 1     |
| 4     | США       | 0      | 1       | 3      | 4     |
| 5     | Италия    | 0      | 1       | 0      | 1     |